# Gravellona Lomellina
Gravellona Lomellina (lombardul: Gravelòna) település Olaszországban, Lombardia régióban, Pavia megyében. Lakosainak száma 2710 fő (2023. január 1.). Gravellona Lomellina Cassolnovo, Cilavegna, Vigevano, Tornaco és Borgolavezzaro községekkel határos.

## Népesség
A település lakossága az elmúlt években az alábbi módon változott:
| Lakosok száma | 2746 | 2713 | 2710 |
|               | 2017 | 2018 | 2023 |